# 红冬蛇菰
红冬蛇菰（学名：Balanophora harlandii）是蛇菰科蛇菰属的植物。分布于中国大陆的广东、云南、广西等地，生长于海拔600米至2,100米的地区，常生长在荫蔽林中较湿润的腐殖质土壤处，目前尚未由人工引种栽培。

## 异名
- Balanophora harlandii Hook. f. var. spiralis Tam

## 外部連結
- 紅冬蛇菰, Hongdongshegu 藥用植物圖像數據庫 (香港浸會大學中醫藥學院) （繁體中文）（英文）